# Changos
Els changos, camanchacos o camanchangos van ser un poble indígena que habitava entre Camaná (Perú) i la regió de Coquimbo a Xile a la costa centre-occidental sud-americana. Es dedicaven a la pesca, activitat per a la qual utilitzaven basses fetes amb cuirs de llops marins inflats. Sobre aquests flotadors, subjectaven una plataforma de fusta, que permetia transportar d'un a quatre navegants. Aquest tipus d'embarcació era usada per ells només per a la pesca costanera, mentre que per al transport a llargues distàncies usaven basses de troncs. Per a la pesca utilitzaven un arpó d'os, amarrat a un cordill de cuir. S'agrupaven en petites famílies i rendien culte als morts, als quals enterraven juntament amb les seves eines. Les tribus habitaven la llarga faixa de la costa compresa entre: Camaná i Tongoy a les platges de la Quiaca, Boca del Río, La Yarada, Ite, Arica, Iquique, Tocopilla, Paposo i Taltal. S'adverteix que la denominació Chango o Camanchaco només s'utilitza per agrupar els diferents pobles costaners prehispànics de Perú i Xile que en molts casos no tenien una història, cultura, ni origen similar.
De la seva llengua no hi ha molta certesa i se'ls ha atribuït tant una llengua particular com l'aimara o el mapudungun. Com evidència en favor d'aquesta última afirmació s'ha presentat una llista de la segona meitat del segle xix. Segons els registres etno-històrics, els changos que habitaven la regió del riu Lloa en 1866 tenien els cognoms Sinquilla, Llombeque, Seyama, Vilayo, Casana, Capollo, Cissama, Llapa, Huaca, sullo.
Aquesta ètnia es va extingir al voltant de l'any 1890 sent els seus últims assentaments la caleta Paposo pertanyent a la ciutat de Taltal i a La Quiaca a la Regió de Tacna.
Els seus descendents no mantenen records dels seus avantpassats changos ni algun tret cultural distintiu i s'han barrejat amb criolls i fins i tot amb descendents d'africans i xinesos.